# Wappen Englands
Das Wappen Englands enthält drei goldene Löwen auf rotem Grund. Da es sich um schreitende Löwen mit dem Blick zum Beschauer handelt, sind es in der Sprache der Wappenkunde „Leoparden“, siehe dazu Leopard (Wappentier). Allgemeinsprachlich werden die drei Wappentiere aber in der Regel als „Löwen“ bezeichnet (englisch Three Lions).
Vermutlich stammt das Wappen Englands vom Wappen der Normandie ab. In der Version mit drei Löwen, teilweise auch zusammen mit den französischen Lilien, wurde es von den englischen Königen bis zur Personalunion von England und Schottland 1603 geführt. Danach wurde es Teil einer Kombination mit dem schottischen und irischen Wappen, die nach zahlreichen Veränderungen noch heute das Wappen des Vereinigten Königreichs bildet.
Das Wappen Englands gehört zu den nationalen Symbolen des Landes. Beispielsweise verwenden einige nationale Sportverbände abgewandelte Formen als ihr eigenes Wappen.

## Geschichte

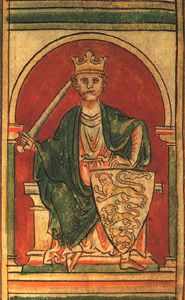
Richard Löwenherz
(aus einer Handschrift, 12. Jh.)

Nach der normannischen Eroberung Englands im Jahr 1066 und der darauf folgenden Personalunion zwischen England und der Normandie wurde das Wappen der normannischen Dynastie, zwei goldene Löwen auf rotem Grund, auch in England verwendet. Ein spezifisch englisches Wappen, bestehend aus einem goldenen steigenden Löwen, taucht erstmals unter Heinrich II. auf.

Wappen von Aquitanien

Die drei Löwen waren ursprünglich das persönliche Wappen von Heinrichs Sohn Richard, genannt Löwenherz, angenommen nach dessen Thronbesteigung. Warum plötzlich drei Löwen verwendet wurden, ist unklar: Nach der Tradition stammte der dritte Löwe entweder aus Heinrichs englischem Wappen oder aus dem Wappen Aquitaniens und sollte die Verbindung der jeweiligen Territorien mit der Normandie, dargestellt durch die beiden übrigen Löwen, zum Ausdruck bringen. Möglicherweise war die Anzahl der Löwen damals – die Heraldik war noch jung – auch noch nicht festgelegt.
Um den Anspruch Edwards III. auf den französischen Thron zu symbolisieren, kamen 1340 die französischen Lilien hinzu. Deren Anzahl wurde 1406 auf drei herabgesetzt, um die Darstellung dem modernen französischen Wappen anzupassen. Die Lilien wurden zusammen mit den Löwen auch in den späteren, gesamtbritischen Wappen noch verwendet und fielen erst 1801 bei einer Umverteilung der Wappenfelder infolge der Union mit Irland weg.

## Historische Entwicklung des Wappens
| Wappen | Bemerkungen | Zeitraum    |
| ------ | --- | ----------- |
|        | Königlicher Wappenschild Heinrichs II. | 1154–1189   |
|        | Älteres Wappen Richards I. | 1189–1198   |
|        | Jüngeres Wappen Richards I. | 1198–1340   |
|        | Wappen erstmals verwendet von Eduard III., um seinen Anspruch auf den französischen Thron geltend zu machen.                                                                       | 1340–1395   |
|        | Das Wappen Richards II. schloss das Eduard dem Bekenner zugeschriebene ein. | 1395–1399   |
|        | Das englische Wappen wurde dem Wappengebrauch Frankreichs angepasst und zeigt nun die drei französischen Lilien. Genutzt wurde es mit Unterbrechungen von 1399 bzw. 1406 bis 1603. | 1399–1422   |
|        | König Heinrich VI. verstärkte den Anspruch auf Frankreich. | 1422–1461   |
|        | König Eduard IV. stellte das vorige Wappen wieder her. | 1461–1470   |
|        | König Heinrich VI. stellte seine Wappenversion bei seiner Wiedereinsetzung wieder her.                                                                                             | 1470–1471   |
|        | König Eduard IV. stellte schließlich den Vorzustand wieder her. | 1471–1554   |
|        | Das Wappen Englands kombiniert mit dem Wappen Philipps II. von Spanien, wie es manchmal von Maria I. genutzt wurde.                                                                | 1554–1558   |
|        | Königin Elisabeth I. stellte wieder das Wappen von Eduard IV. her, das auch ihr Vater Heinrich VIII. verwendet hatte.                                                              | 1558–1603   |
|        | Jakob I. und VI. vereinigte die Wappen von England und von Schottland | 1603–1649   |
|        | Wappen des Commonwealth of England. | 1649–1660   |
|        | Wiederherstellung der Monarchie unter Karl II. Mit dem Act of Union 1707 gehen die Wappenschilde von England und Schottland im Wappen des Königreichs Großbritannien auf.          | 1660 – 1707 |

siehe auch: Wappen des Vereinigten Königreichs

## Heutige Nutzung

### Nutzung im Sport
Ähnlich wie die frühere Königsflagge Schottlands, die ebenfalls ein Wappenmotiv zeigt, werden Flaggen mit drei goldenen Löwen auf rotem Grund auch bei Länderspielen inoffiziell anstelle der eigentlichen Flagge Englands eingesetzt.
Beispiele für eine nichtstaatliche abgewandelte Nutzung sind die Cricket-Vereinigung England and Wales Cricket Board und die englische Football Association. Beide verwenden in ihren Vereinswappen drei blaue Löwen auf weißen Grund. Im Vereinswappen der Football Association sind außerdem Tudor-Rosen zu sehen, ein weiteres Symbol für England.

### Wappen und Flaggen von anderen Territorien

Flagge der Normandie

Noch heute werden die Wappen Englands (in der ursprünglichen Version) und der Normandie manchmal fast unverändert verwendet, wenn auch nicht von souveränen Staaten. So verwendet die Normandie heute ein Wappen und eine Flagge mit zwei Leoparden (inoffiziell werden auch drei verwendet).
Einige der Kanalinseln verwenden rot-goldene Leopardenwappen: Guernsey und Jersey mit drei, Sark mit zwei Leoparden.

Guernsey
Jersey (Wappen auch in der Flagge)
Sark (Wappen auch in der Flagge)

## Abgewandelte Versionen mit einem Löwen (Auswahl)
Manche englischen Kolonien hatten (bzw. haben auch nach ihrer Unabhängigkeit) nur einen englischen Löwen im Wappen.

Wappen der Cayman Islands
Wappen von New South Wales
Wappen Fidschis

Ebenso einige kanadische Provinzen:

New Brunswick (Flagge, auch im Wappen)
Prince Edward Island (Flagge, auch im Wappen)
Wappen von Saskatchewan